# سیارک ۲۶۳۵
سیارک ۲۶۳۵ (به انگلیسی: 2635 Huggins، نامگذاری:1982DS) دو هزار و ششصد و سی و پنجمین سیارک کشف شده‌است که در ۲۱ فوریه ۱۹۸۲ کشف شد.
قدر مطلق سیارک برابر ۱۲٫۹۰ است.